# Millbrook, Alabama
Millbrook är en stad (city) i Autauga County, och  Elmore County, i delstaten Alabama, USA. Enligt United States Census Bureau har staden en folkmängd på 14 809 invånare (2011) och en landarea på 33,2 km².